# Lajes Abdullajeva
Lajes Abdullajeva (azerbajdzjanska: Layeş Abdullayeva, Lajesj Abdullajeva; amhariska: Abelav Layes Tsige) född 29 maj 1991 i Etiopien, är en Etiopienfödd azerbajdzjansk medel- och långdistanslöperska. Abdullajeva tävlar i 1 500 m, 3 000 m, 5 000 m och 10 000 m.